# إتش إم إس زيلوس
كانت المدمرة إتش إم إس زيلوس (HMS Zealous) مدمرة من الفئة (زد) تابعة للبحرية الملكية البريطانية بنتها شركة (Cammell Laird) في عام 1944. وخدمت خلال الحرب العالمية الثانية، حيث شاركت في عمليات بحر الشمال وقبالة الساحل النرويجي، قبل أن تشارك في بعض القوافل القطبية. وظلت في خدمة البحرية الملكية عشر سنوات أخرى بعد انتهاء الحرب، قبل أن تُباع إلى البحرية الإسرائيلية، التي وظفتها تحت اسم إيلات (INS Eilat). وشاركت في بعض العمليات خلال العدوان الثلاثي عام 1956، مُهاجمةً السفن المصرية وكانت لا تزال نشطة عند اندلاع حرب 1967. وقد غَرقت بعد عدة أشهر من الحرب بصواريخ أطلقتها عدة زوارق صواريخ مصرية صغيرة. جاعلةً منها أول سفينة تغرق بواسطة زوارق صواريخ خلال زمن الحرب. لقد كان ذلك حدثاً هاماً في حرب السطح البحرية، أثار اهتماماً كبيراً في جميع أنحاء العالم في تطوير زوارق الصواريخ الصغيرة قادرة على المناورة.

## خدمتها خلال الحرب العالمية الثانية
كانت المدمرة زيلوس واحدة من أربع مدمرات بريطانية من الأسطول المحلي اللواتي أنقذن 525 نرويجياً، كانوا يختبئون من الدوريات الألمانية في كهوف الجبال المغطاة بالثلوج في جزيرة سورويا بالنرويج لمدة ثلاثة أشهر. ورطت عملية الإنقاذ المدمرات في سباق جسور على بعد 60 ميلاً (97 كم) خلف خطوط العدو. وأُجليّ النرويجيين بأمان إلى ميناء غوروك البريطاني.
ذهبت المدمرة في رحلتين من المملكة المتحدة إلى روسيا كجزء من القوافل القطبية التي تنقل الإمدادات حول النرويج إلى شبه جزيرة كولا. حيث دخلت في تحدي مع غواصات-يو والطائرات الألمانية، تحت قيادة القبطان ريتشارد فردريك جيسل الحاصل على وسام البحرية الملكية للخدمة المتميزة (DSO).
وفي 5 أبريل 1945، شاركت في هجوم على قافلة دخلت بوغاز يوسينفيورد على ساحل النرويج. كان من نتائجه إغراق سفينة تجارية وتضرر اثنتان.

## خدمتها في البحرية الإسرائيلية

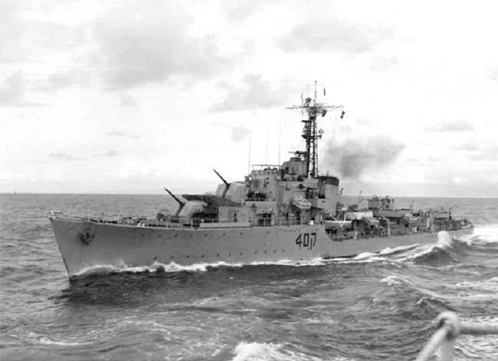
المدمرة إيلات

في الفترة من أكتوبر 1945 حتى أغسطس 1946 خدمت المدمرة زيلوس في أسطول المدمرات الرابع كجزء من الأسطول المحلي. ومن عام 1947 حتى عام 1950 وضعت في الاحتياط في ديفونبورت. وبين عامي 1950 و 1951 خضعت لعملية إصلاح في كارديف. وبين عامي 1953 و1954 وضعت في الاحتياط في بينارث.
وفي عام 1955، باعتها المملكة المتحدة لإسرائيل، التي دشنتها في البحرية الإسرائيلية تحت اسم إيلات (تيمناً باسم مدينة إيلات الساحلية جنوب إسرائيل، لتحل محل اسم سفينة أخرى سميت بهذا الاسم في وقت سابق) في يوليو 1956. وفي صباح يوم 31 أكتوبر، في خضم حرب السويس، قامت المدمرة المصرية إبراهيم الأول (مدمرة بريطانية سابقة من فئة هانت) بقصف ميناء حيفا، ولكن أجبرها هجوم مضاد قادته المدمرة الفرنسية كيرسانت والمدمرتان الإسرائيليتان يافو وإيلات على العودة إلى ميناء بورسعيد. وفي الطريق تعرضت لهجوم آخر من طائرتي «أوراجان» و«داكوتا» تابعتين للقوات الجوية الإسرائيلية. وفي النهاية، استسلم طاقم السفينة التي تضررت بشدة، وقَطَرّ الإسرائيليون السفينة إلى حيفا. وخدمت لاحقاً في البحرية الإسرائيلية باسم حيفا. وفي إحدى دورياتها ليلة 11-12 يوليو 1967، قابلت إيلات واثنان من زوارق الطوربيد الإسرائيلية زورقي طوربيد مصريين قبالة ساحل رمانة. واشتبكوا على الفور مع الزورقين وأغرقوا كلاهما.

## غرقها
غرقت إيلات في يوم 21 أكتوبر 1967 في المياه الدولية للبحر المتوسط قبالة مدينة بورسعيد، حيث ضُربّت بثلاثة صواريخ من طراز ستيكس سوفيتية الصنع أطلقتها زوارق صواريخ مصرية. كان زورق صواريخ مصري من فئة كومار يتمركز داخل ميناء بورسعيد حينما أطلق صاروخين على المدمرة الإسرائيلية. لم يُظهر رادار إيلات أي أنشطة أو تحركات مريبة لأن المصريين أطلقوا الصواريخ من داخل الميناء. أمر قبطان إيلات باتخاذ إجراءات مراوغة عندما كُشفّ عن الصاروخين، لكن الصاروخ الأول أصاب السفينة فوق سطح الماء في تمام الساعة 5:32 مساءً. وبعد دقيقتين، أصابها الصاروخ الثاني، مما تسبب في مزيد من الإصابات. وفي الوقت الذي بدأت فيه إيلات بالانحراف بشدة، كان الطاقم يعتني بالجرحى ويشارك في عمليات الإنقاذ والإصلاح في انتظار وصول سفن إضافية تابعة للبحرية الإسرائيلية لإنقاذهم. ولكن بعد حوالي ساعة، أطلق زورق صواريخ آخر من فئة كومار من ميناء بورسعيد صاروخين آخرين من طراز ستيكس باتجاه إيلات. أصاب الصاروخ الثالث إيلات، مما تسبب في مزيد من الأضرار والحرائق الأخرى، في حين حاد الصاروخ الرابع عن هدفه وتحطم في المياه القريبة. وغرقت إيلات بعد دقيقتين. ومن بين طاقمها المكون من 199 بحاراً، قُتلّ 47 وجُرحّ أكثر من مائة آخرين.

## تداعيات غرق إيلات
أدى غرق إيلات بعد أشهر قليلة من هزيمة 67 إلى ابتهاج وجيز في العالم العربي وتجمعت الحشود لتحية زورقي الصواريخ عند عودتهما إلى بورسعيد. أما في إسرائيل، فقد حاصرت الحشود الغاضبة رئيس الأركان إسحاق رابين، وطالبت مقالات الصحف الافتتاحية بالانتقام.
وبعد 67 ساعة من الهجوم، ردت إسرائيل بقصف ميناء السويس بقذائف الهاون الثقيلة. ودمرت اثنتان من مصافي تكرير النفط الثلاث في الموقع بينما ظلت المصفاة الثالثة الصغرى قائمة. وكانت هذه المصافي تنتج معظم غاز الطهو والتدفئة في مصر، و 80٪ من نفطها. كما قُصفّت مناطق أخرى من المدينة. تجاهلت إسرائيل أو ادعت «صعوبات تقنية» في الرد على طلبات الأمم المتحدة بوقف إطلاق النار. وأرسل الاتحاد السوفيتي سبع سفن حربية بُناءً على «دعوة» من الموانئ المصرية لرع إسرائيل عن مزيد من الهجمات.

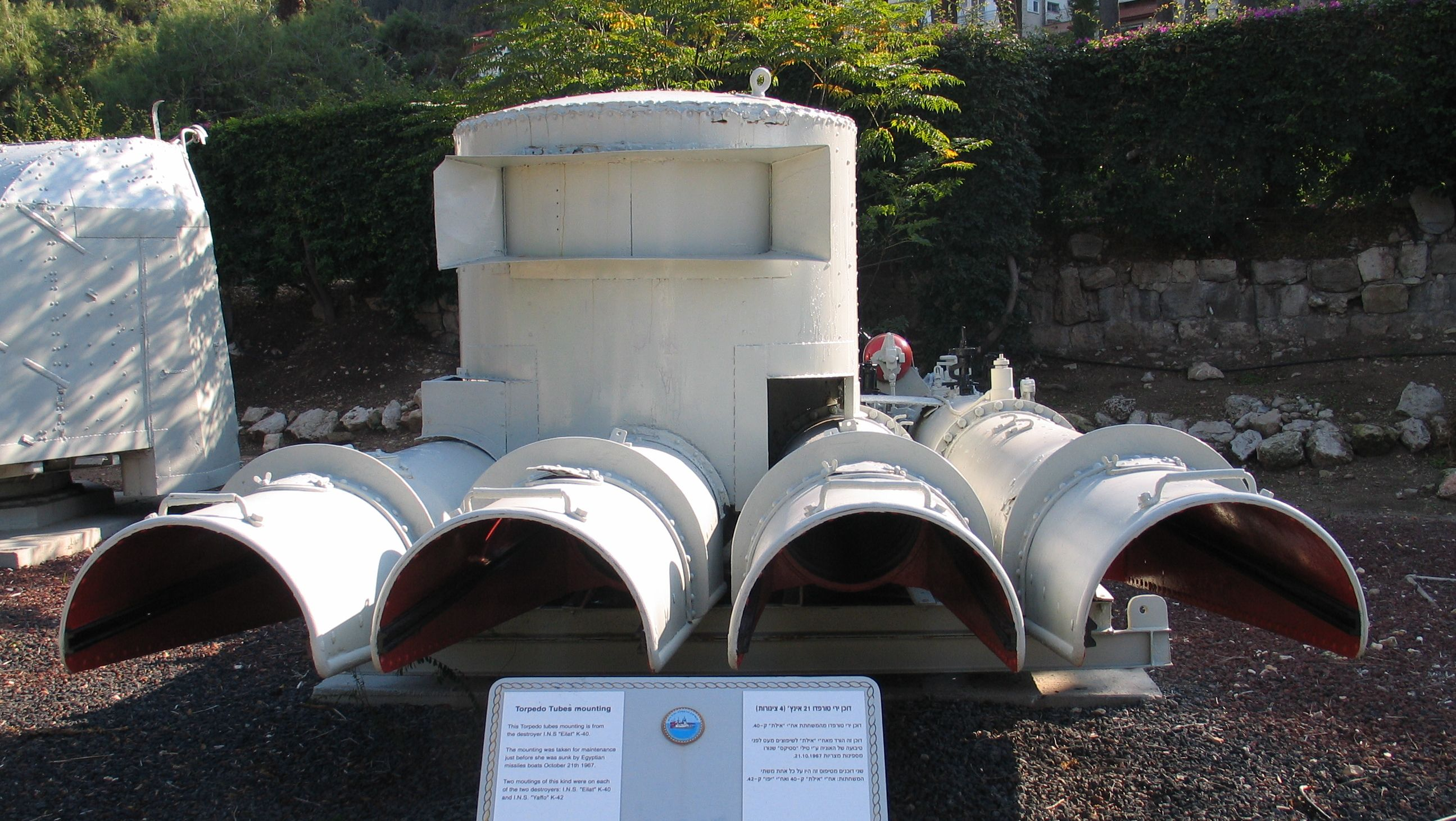
أنابيب طوربيد إيلات

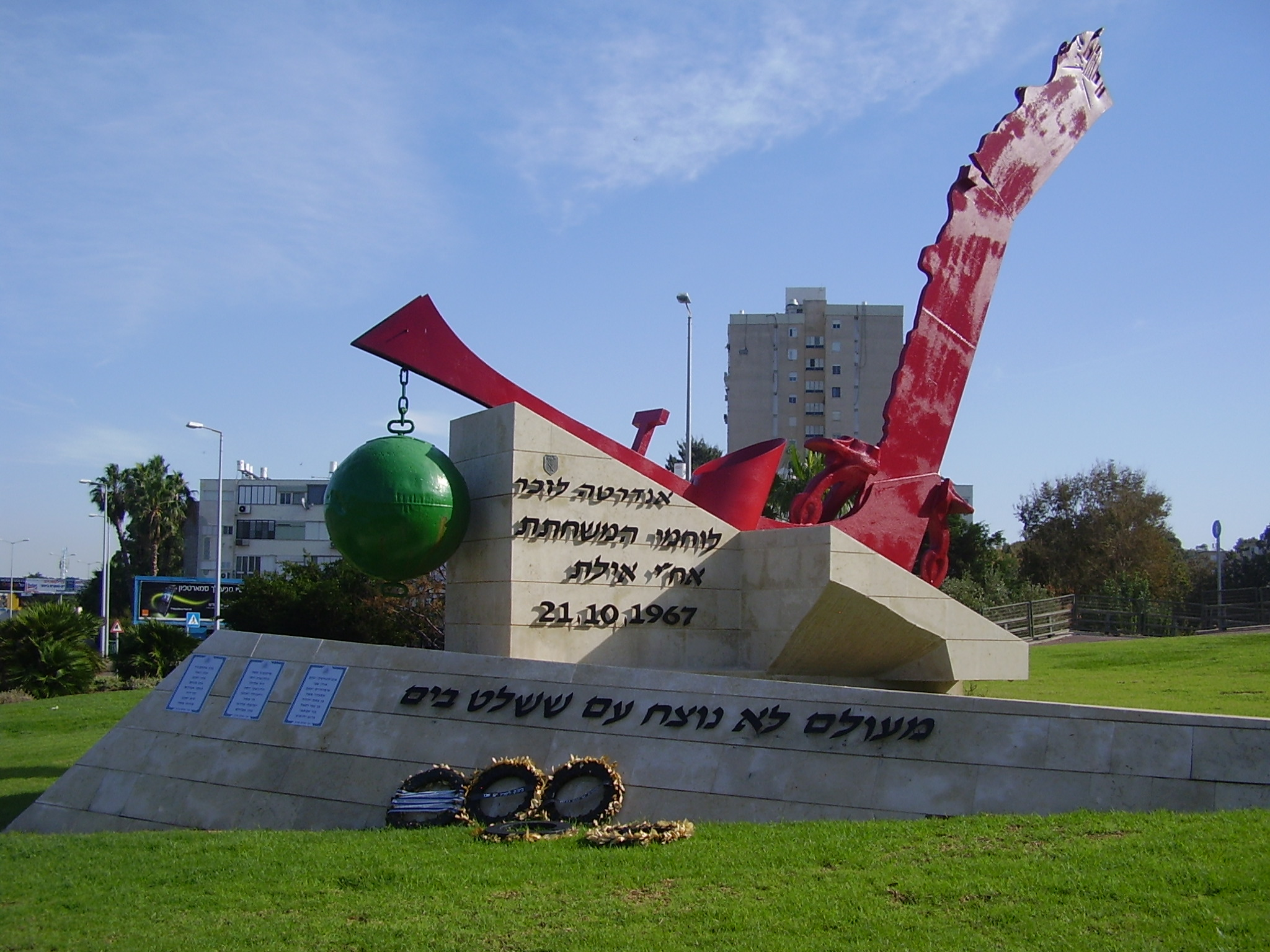
نصب تذكاري لقتلى إيلات، حيفا. للنحات: يغال توماركين

أدى غرق إيلات بصواريخ سطح-سطح إلى فتح حقبة جديدة في تطوير الأسلحة البحرية وصياغة إستراتيجية بحرية في جميع أنحاء العالم. وعلى الرغم من عدم الترويج لها على نطاق واسع في ذلك الوقت، إلا إن عملية إغراق إيلات كان لها أثر كبير على البحرية الإسرائيلية. فبدأت إسرائيل بتطوير خطط لتصاميم السفن ذات السمات الألمانية لكي تتلائم بشكل أفضل مع القتال بالصواريخ، خاصة الزوارق الصغيرة ذات الفاعلية والمسلحة بالصواريخ، القادرة على القيام بدوريات في الشواطئ الإسرائيلية والقيام بعمليات بحرية بسرعة عالية، وفي نفس الوقت قادرة على تفادي تعقب العدو والصواريخ. ونتجّ عن هذا التركيز زوارق جديدة أكثر مرونة ومسلحة بالصواريخ ستحقق فوائد كبيرة للبحرية الإسرائيلية بعد ست سنوات خلال حرب أكتوبر.
تٌُعرض الآن مجموعة من أنابيب الطوربيد التي أُزيلت من إيلات قبل غرقها في المتحف البحري والهجرة السرية بحيفا، كما وُضع نصب تذكاري لمن قُتلوا خلال غرق إيلات خارج المتحف، من عمل النحات إيغال توماركين.

## وصلات خارجية
- Eilat - The 48th Soul - The story of the Israeli navy ship "Eilat"
- War Nerd's article
- HMS Zealous at Uboat.net